# Ляхово (Ступинский район)
Ляхово — деревня в Ступинском районе Московской области в составе Леонтьевского сельского поселения (до 2006 года входила в Леонтьевский сельский округ). В деревне на 2015 год 1 улица — Тенистая.

## Население
| 2002 | 2006 | 2010 |
| ---- | ---- | ---- |
| 5    | ↘0   | ↗1   |

Ляхово расположено на востоке центральной части района, на безымянном ручье бассейна реки Сукуша, высота центра деревни над уровнем моря — 181 м. Ближайшие населённые пункты: Владимирово — около 300 м на запад, Леонтьево — в 1,3 км северо-восточнее и Дорки — примерно в 1,7 км на север.